# Cousoir

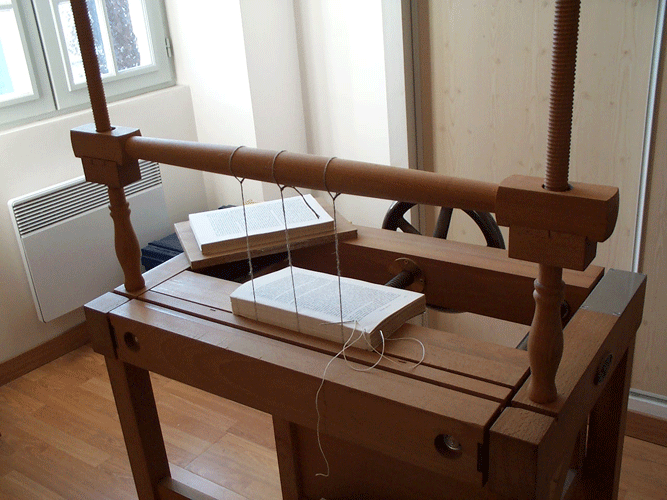
Cousoir monté sur presse. On voit des cahiers en train d'être cousus et les ficelles que le cousoir maintient en extension.

Le cousoir, inventé par les moines latins autour du XIe siècle, est un appareil en bois utilisé en reliure pour maintenir les ficelles pendant que la brocheuse ou le relieur coud les cahiers qui formeront le livre. Il est composé de deux vis sans fin, verticales, qui permettent de faire monter une barre transversale sur laquelle sont attachées des ficelles. Ce faisant, le cousoir maintient en tension les ficelles, conserve leur écart et facilite ainsi grandement le travail de couture.
Cet objet est indispensable au relieur amateur comme au professionnel. Un autre instrument à la fonction similaire était autrefois utilisé pour la fabrique des gants et porte lui aussi le nom de cousoir.